# ای‌ای‌سی تکنولوژیس
ای‌ای‌سی تکنولوژیس (انگلیسی: AAC Technologies) شرکت الکترونیک چینی است، که در سال ۱۹۹۳ تأسیس شد.